# 女王フアナ
『女王フアナ』（Juana la Loca ）は2001年製作のスペイン映画である。ビセンテ・アランダ監督。大航海時代のカスティーリャの女王で「狂女フアナ」（原題にもなっている）と呼ばれたフアナ女王の半生を描く。

## 物語
大航海時代。スペイン女王イザベラの娘フアナは、夫としてハプスブルク家のフェリペを迎えた。それは政略結婚ではあったが、フアナに燃えるような接吻を与えたフェリペに彼女の心はすっかり奪われてしまった。フェリペにとってそれは気まぐれに過ぎず、早速下女のムーア人女に愛の対象を移したことにフアナは怒りを燃やす。民衆には多大な支持を受ける女王となったフアナから、政府の要人たちは王位を剥奪しフェリペにそれを与えんとするが、フアナはあくまで一人の男としてのフェリペに狂恋の炎を燃やすのであった。

## キャスト
- ピラール・ロペス・デ・アジャラ：フアナ
- ダニエレ・リオッティ：フェリペ
- エロイ・アソリン：アルバロ
- ジュリアーノ・ジェンマ：ド・ヴェイル伯爵
- ロサナ・パストール：エルビラ
- マニュエラ・アーキュリ：アイサ